# Saint Joseph et l'Enfant Jésus
Cet article concerne la peinture du Greco. Pour la peinture de Guido Reni, voir Guido Reni.
Saint Joseph et l'Enfant Jésus est une peinture à l'huile sur toile réalisée par Le Greco  vers 1600 et conservée au musée Santa Cruz de Tolède en Espagne. Elle est signée en grec en italique majuscule dans la partie inférieure gauche : « δομήνικος θεοτοκóπουλος ε'ποíει ».

## Histoire et description
En raison de ses dimensions (109 × 56 cm), il est possible que cette toile soit celle mentionnée dans le deuxième inventaire réalisé par Jorge Manuel Theotocópuli après la mort du maître, où elle porte le numéro 32. Ce tableau porte le numéro 254 dans le catalogue raisonné réalisé par l'historien d'art Harold Wethey, spécialiste du Greco.
Selon Harold Wethey, cette toile relativement petite est d'une magnifique qualité et probablement une version préparatoire de Saint Joseph et l'Enfant de la chapelle  San José. L'Enfant Jésus porte une robe rose, et Joseph de Nazareth porte des tissus jaunes sur sa robe bleue.
Selon José Gudiol, cette œuvre n'est pas peinte comme s'il s'agissait d'une esquisse préparatoire, car elle a une finition soignée, qui donne à chaque détail la plus grande perfection et clarté possible. L'exécution est soignée et lyrique, notamment avec les anges descendant avec des couronnes portées autour de la tête de saint Joseph par des anges, et aussi dans la vue de Tolède, en bas à droite.
Dans le fond du paysage on aperçoit, sur la gauche, les collines entourant Tolède, ainsi que le château de San Servando et le Puente de Alcántara. Sur le côté droit, le peintre a représenté la tour de la cathédrale et l'Alcazar sans ses flèches, qui n'avaient pas encore été construites. Le Greco place ces monuments de manière capricieuse, et dans une perspective improbable, pour donner plus de caractère et de sens à la composition.